# Doodstraf in Indonesië
In Indonesië is de doodstraf de zwaarst mogelijke straf die een rechter aan een veroordeelde kan opleggen. Indonesië kent de doodstraf voor onder meer de smokkel van verdovende middelen, terrorisme en moord.
Een ter dood veroordeelde die geen mogelijkheden meer heeft om in beroep te gaan wordt 72 uur voor de geplande voltrekking van het vonnis geïnformeerd. Executies worden voltrokken door middel van een vuurpeloton. Na voltrekking van het vonnis wordt het lichaam (in de meeste gevallen) aan de familie gegeven zodat deze hun familielid ter aarde kunnen bestellen.
Het aantal ter dood veroordeelden in Indonesië is onbekend. Amnesty International schatte in 2009 het aantal ter dood veroordeelden op ten minste 119, waarvan 20 buitenlanders. Lange tijd werd de doodstraf zelden uitgevoerd. Begin november 2008 werden drie veroordeelde daders van de terroristische aanslagen in Bali in 2002, Imam Samudra, Amrozi Nurhasyim en Ali Ghufron, geëxecuteerd. In 2009 werd een (de facto) moratorium op het uitvoeren van de doodstraf in Indonesië ingesteld. In maart 2013 kwam hier een eind aan door een executie van een Malawisch burger. In 2013 werden in totaal 5 mensen terechtgesteld. Het jaar erop vonden geen executies plaats.
Aan het begin van zijn termijn in 2015 besloot de nieuwe Indonesische president Joko Widodo  weer over te gaan tot de uitvoering van de doodstraf voor veroordeelde drugsdelinquenten. Ondanks diplomatieke druk van onder andere Nederland, Australië en Brazilië besloot de Indonesische president geen gratie te verlenen.

## Nederlandse veroordeelden
In mei 2012 waren er in Indonesië drie Nederlanders (Dick Nicolaas, Ang Kiem Soei en Siegfried Mets) die ter dood veroordeeld waren en wachtten op voltrekking van het vonnis. Dick Nicolaas overleed in de cel voordat het vonnis kon worden voltrokken. Op 18 januari 2015 werd Ang Kiem Soei geëxecuteerd.